# ロベルト・フレスネドソ
ロベルト（Roberto）ことロベルト・ルイス・フレスネドソ・プリエト（Roberto Luis Fresnedoso Prieto、1973年1月15日 - ）は、スペイン・カスティーリャ・ラ・マンチャ州トレド出身の元サッカー選手。現役時代のポジションはMF。

## クラブ経歴
カスティーリャ・ラ・マンチャ州のトレドに生まれたが、ロベルトが10代の時にカタルーニャ州へ移住した。1990-91シーズンにジローナFCでプロデビューし、その後はカタルーニャのクラブであるCEルスピタレートやRCDエスパニョールへのステップアップを経験し、1992-93シーズンのエスパニョールでラ・リーガデビューを果たした。
1994-95シーズン、自身2度目のラ・リーガでのシーズンだったが、開幕からレギュラーに定着し、クラブは最終的にUEFAカップ出場権を獲得した。このシーズン終了後、ロベルトはアトレティコ・マドリードへと移籍した。アトレティコ1シーズン目となる1995-96シーズンはレギュラーとして試合に出場し続け、第37節のリーグ優勝のために絶対に落とせないFCバルセロナ戦では、敵地での試合ながら3-1でバルセロナを破るゴールを決めた。アトレティコはその後の試合でも勝ち点を重ね、1995-96シーズンのラ・リーガ優勝を飾り、コパ・デル・レイでも優勝したことで国内2冠を成し遂げた。しかし、1997-98シーズンは出場機会が減少したことから、冬の移籍市場で古巣エスパニョールに半年間のレンタル移籍をした。1999-00シーズンにアトレティコはセグンダ・ディビシオンへ降格してしまうが、ロベルトはクラブに留まることを決め、プリメーラ復帰を果たす2001-02シーズンまでクラブに残った。
アトレティコのプリメーラ復帰を見届けたロベルトは2001-02シーズン終了後のアトレティコを退団し、UDサラマンカ、レアル・ムルシア、クルトゥラル・レオネサなどの短期間在籍して現役を引退した。

## タイトル

### クラブ
アトレティコ・マドリード
- ラ・リーガ : 1回 (1995-96)
- コパ・デル・レイ : 1回 (1995-96)
- セグンダ・ディビシオン : 1回 (2001-02)

RCDエスパニョール
- セグンダ・ディビシオン : 1回 (1993-94)